# التهاب الزوائد الثربية

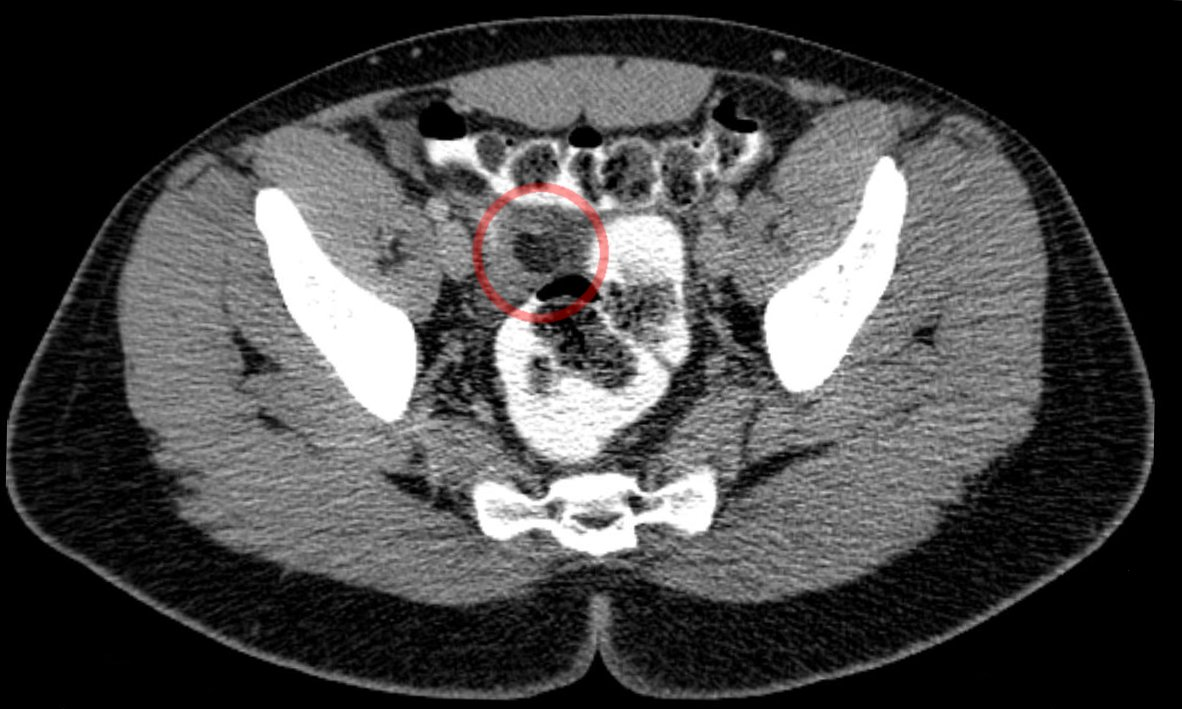

التهاب الزوائد الثربية هي حالة التهابية غير شائعة حميدة ومُحدّدة لذاتها تصيب الزائدة الدودية، وتتضمن المصطلحات الأخرى الأقدم التي كانت تستخدم لوصف الحالة التهاب الزائدة المعقدة appendicitis epiploica والتهاب الزائدة appendagitis إلّا أن هذه المصطلحات تستعمل بشكلٍ أقل الآن بهدف تجنّب الالتباس مع التهاب الزائدة الدودية الحاد.
التهاب الزوائد الثربية هو عبارة عن أكياس صغيرة مملوءة بالدهن أو بروزات إصبعية الشكل على طول سطح الكولون العلوي والسفلي والمستقيم والتي يمكن أن تلتهب بالفعل نتيجة للالتواء (الانفتال) أو الخثار الوريدي.
يسبب الالتهاب ألمًا يُوصَف عادةً بأنّه حاد وطاعن ويتوضَّع في مناطق البطن المركزية واليمنى واليسرى وقد يكون هناك في بعض الأحيان غثيان وإقياء، وقد تحاكي الأعراض الخاصة بهذه الحالة الأعراض الخاصة بالتهاب الزائدة الدودية أو التهاب الرتوج أو التهاب المرارة. ويتميز الألم بأنّه يشتد أثناء أو بعد التغوّط أو التبوّل (خاصةً في النمط السيني) نتيجةً لتأثير احتكاك العُنيقَة الخاصة بالآفة المسببة بإجهاد وإفراغ المثانة أو الأمعاء، تكون الدراسات المخبرية الأوليّة طبيعيّة عادةً وتُشخَّص هذه الحالة مصادفةً بالتصوير المقطعي المحوسب الذي يُجرَى من أجل استبعاد حالات أكثر خطورة.
وعلى الرغم من أن هذه الحالة محددة لذاتها إلا أنّ التهاب الزوائد الثربية من الممكن أن يسبّب ألمًا وانزعاجًا شديدين، وأفضل علاج له عادةً هو من خلال إعطاء دواء مضاد للالتهاب ومُسكِّن ألم متوسط إلى شديد حسب الحاجة (يعتمد اختيار مسكن الألم حسب شدة الحالة)، ولا يوصى بإجراء الجراحة في كل الحالات تقريبًا، إلا أنّ الدكتور ساند وزملاؤه يوصون بالقيام بإجراء جراحة تنظيرية لاستئصال الزوائد الملتهبة في معظم الحالات من أجل منع الانتكاس.

## الأعراض والعلامات
يشيع حدوث هذه الحالة لدى المرضى الذين تتراوح أعمارهم بين 40 و50 سنة وفي الغالب لدى الرجال. يشخص التهاب الزوائد الثربية بطريقةٍ خاطئة لدى معظم المرضى. ويترافق التهاب الزوائد الثربية مع وجود ألم حاد في البطن في الربع السفلي الأيسر بشكلٍ شائع وتقود الأعراض أحيانًا إلى تشخيص التهاب رتوج عن طريق الخطأ، يتظاهر التهاب الرتوج بالتساوي مع ألم بطني سفلي موزّع مترافق مع حرارة وغثيان وكثرة الكريات البيض، وعادةً لا يذكر المرضى الذين لديهم التهاب الزوائد الثربية أي تغير في عادات التغوط بينما قد يكون لدى القليل منهم إمساك أو إسهال.

## الجسم الصفاقي الرخو
هو اختلاط نادر ولكن ممكن الحدوث لالتهاب الزوائد الثربية يتشكل فيه جسم صفاقي سائب والذي هو عبارة عن كتلة عائمة بشكل حر تتألف من أنسجة ليفيّة ميّتة ومُحاطَة بعدّة طبقات متكلّسة (تترسب عليها أملاح الكالسيوم) يتشكّل الجسم الصفاقي الرخو نتيجة للزوائد الثربية المُنفَتلة أو المصابة باحتشاء أو المنفصلة والتي تصبح في نهاية الأمر كتلًا متليّفة (التهابًا وتندبًا). وفي حال أصبح الجسم الرخو كبيرًا لدرجة كافية فمن الممكن أن يسبّب حدوث احتباس بولي (عدم القدرة على تفريغ المثانة) أو انسداد أمعاء (عدم القدرة على تفريغ الأمعاء).

### معلومات عامة
تدعى الزائدة الثربية أيضًا بالزوائد المعقدة، والزوائد الثربية بحدّ ذاتها هي عبارة عن 50-100 زائدة تنتظم في صفّين أمامي وخلفي وتكون موازية للقطعة السطحية من الشريطة الكولونية، وبتفصيل أكثر يتراوح طول الزائدة الثربية بين 0,5 و5 سنتيمتر وترتبط كل زائدة بواحد أو اثنين من الشُرينَات ووريد من خلال سُويقَات وعائية ترتبط بالكولون. انفتال الزوائد الثربية (حركة انفتالية أو التوائية) من الممكن أن يسبب لها نقص تروية (إقفار) فيمكن أن تظهر أعراضًا مؤلمةً تحاكي الحالات الطبية الأخرى مثل التهاب الرتوج أو التهاب الزائدة الدودية، ومع ذلك فمن النادر حدوث هذا الاختلاط. يتوضّع الألم المرتبط مع الزوائد الملتهبة في الربع السفلي الأيسر للبطن وأحيانًا في الربع الأيمن وإنّ وضع تشخيص التهاب الزوائد الثربية قد يكون تحديًا صعبًا وذلك بسبب قلّة شيوع وتكرار هذه الحالة.

## التشخيص
التهاب الزوائد الثربية هو أكثر شيوعًا لدى المرضى الأكبر من 40 عامًا ومع ذلك فيمكن أن يحدث في أي عمر، «وتتراوح الأعمار التي يُبلَّغ حدوث هذه الحالة لديها بين 12 و82 عامًا وتكون إصابة الرجال أكثر شيوعًا من إصابة النساء»،  ويصف المرضى الذين لديهم التهاب زوائد ثربية وجود ألم حاد موضّع شديد غير متنقل يحدث بعد تناول الطعام، ويكون لدى المرضى بشكل عام بطن مُمضّ بين أعراضهم ولا تتضمن الأعراض الحُمّى أو الإقياء أو كثرة الكريات البيض. يتوضّع الألم بشكل نموذجي في الربع السفلي البطني الأيمن أو الأيسر وعند وجود الألم في الربع السفلي الأيمن من المُمكن أن يحاكي التهاب الزائدة الدودية ومع ذلك فهو من الأشيع أن يحاكي التهاب الرتوج مع ألم موجود في الجهة اليسرى.

### التشخيص التفريقي
هنالك عدة حالات طبية تحاكي أعراض التهاب الزائدة الدودية:
1- الاحتشاء الثربي: هو سبب غير شائع للبطن الحاد وهو مشابه لالتهاب الزائدة الحاد، ويكون الألم لمدّة أيام قليلة ويتركّز في الربع السفلي الأيمن أو الأيسر ونحتاج لإجراء تصوير شعاعي للحصول على تشخيص أكيد وذلك نتيجة خطأ التشخيص الشائع لاحتشاء ثربي على أنه التهاب زائدة دودية أو التهاب مرارة. يحدث الاحتشاء الثربي بشكلٍ شائع لدى المرضى الأطفال في حوالي 15% من الحالات وإنّ السبب الأكثر تكرارًا للاحتشاء الثربي غير المرتبط بالانفتال هو الرض إضافة إلى خثار الأوردة الثربية.
تتضمن العوامل المؤهبة البدانة والنشاطات الشاقة وقصور القلب الاحتقاني وتناول أدوية الدجتلة والجراحة الحديثة أو الرض الحديث على البطن. وتتضمن موجودات التصوير المقطعي المحوسب النموذجية كتلة ثربية معزولة غير كثيفة مع معامل توهين متغاير وتكون هذه الكتلة أكثر توضعًا في الربع السفلي الأيمن إلى العمق من (العضلة المستقيمة البطنية) أو أمام الكولون المعترض أو إلى الأمام والأنسي من الكولون الصاعد. قد يكون من الصعب التفريق بين الاحتشاء الثربي والتهاب الرتوج ومع ذلك فالاحتشاء الثربي من غير الطبيعي أن يسبب ثخانة في جدار الأمعاء، ومن النادر أن يصبح جدار الكولون ثخينًا نتيجة انتشار الالتهاب من الثرب (انثناءات من البريتوان تتصل بالبنى البطنية وتدعمها) إلى الشريطة الثربية للكولون.
2- التهاب الرتوج: يحدث التهاب الردب أو الرتوج بشكل طبيعي لدى المرضى الأكبر سنًا أكثر من حدوث التهاب الزوائد الثربية وكلتا العمليتين الالتهابيتين قابلتين للتميز بشكلٍ واضح بالاعتماد على الموجودات السريرية، يظهر لدى المرضى الذين لديهم التهاب رتوج غثيان وإقياء وحمى وكثرة الكريات البيض ومضض راجع ويكون ألم البطن السفلي أكثر شدّة لدى المرضى الذين لديهم التهاب الزوائد الثربية إضافةً إلى أنّ التهاب الرتوج قد ينتقل للزوائد الثربية ما يجعل التشخيص صعبًا، وقد ينتج التهاب الزوائد الهدبية عن ظروف التهابية أخرى في جدار الكولون ومساريق القولون المحيطة.

### الموجودات الشعاعية
يعدّ كل من التصوير المقطعي المحوسب والتصوير بالأمواج فوق الصوتية الطريقتين الطبيعيتين لتشخيص التهاب الزوائد الثربية، ويظهر التصوير بالأمواج فوق الصوتية كتلة بيضوية عالية الصدى غير قابلة للانضغاط مع حواف رقيقة ناقصة الصدى تتوضع مباشرةً تحت موضع الألم الأعظمي،  ولا يمكن رؤية الزوائد الثربية بشكل طبيعي في تصوير الطبقي المحوري،  إلا أنّه بعد زيادة استخدام التصوير الطبقي المحوري من أجل تقييم آلام البطن السفلي، ازداد تشخيص التهاب الزوائد الثربية. تتظاهر المميزات المرضية المرافقة لالتهاب الزوائد الثربية بآفات لها كثافة الشحم بيضوية الشكل وحجمها بين 2-4 سنتيمترًا ومحاطة بالالتهاب وبشكل معاكس لموجودات في التهاب الرتوج، حيث يكون جدار الكولون غير متغير على الأغلب.

## التدبير
التهاب الزوائد الثربية هو حالة محددة لذاتها ومن الممكن أن تُعالج بشكل محافظ بمضادات الالتهاب غير الستيرويدية.

## الوبائيات
يترافق التهاب الزوائد الثربية عادةً مع البدانة والفتوق والنشاطات غير المعتادة، وعادة ما يتراجع لوحده لدى معظم المرضى ومن الممكن في بعض الحالات الأقل شيوعًا أن تختلط الحالة بالتصاقات وانسداد معوي وانغلاف معوي وجسم بريتواني سائب والتهاب بريتوان مع/أو تشكل خراج. تتضمّن المعالجة طمأنة المريض وإعطاء المسكنات وسوف تتراجع الأعراض خلال أسبوعين تحت المعالجة غير الغازية. دخول المستشفى غير ضروري.